# Уланово (Калужская область)
Уланово — деревня в Медынском районе Калужской области России. Входит в сельское поселение «Деревня Михеево». Находится на реке Медынка.

## Этимология
Улан  —конный воин в обтяжной одежде, с копьем, на котором значок, ханский чиновник.

## История
В 1782 году сельцо Улановское, что у реки Медынка и вновь проложенной Калужской дороги, и деревня Покровская — владения Петра и Ивана Михайловичей Буланиных.
По данным на 1859 год Уланово — владельческое сельцо Медынского уезда, расположенное на Калужском почтовом тракте. В нём 33 двора и 334 жителя.
После реформ 1861 года вошло в Адуевскую волость. При сельце была открыта земская школа. Население в 1892 году — 331 человек, в 1913 году — 418 человек.
13 декабря 1938 года основана Улановская основная школа.

## Население
| 2002 | 2010 |
| ---- | ---- |
| 94   | ↘90  |